# Южное (Аккайынский район)
Южное (каз. Южное) — село в Аккайынском районе Северо-Казахстанской области Казахстана. Село входит в состав сельского округа Шагалалы. Код КАТО — 595858600.

## История
Указом ПВС Казахской ССР от 16.08.1971 года посёлку отделения №1 Северо-Казахстанской государственной опытной станции присвоено наименование село Южное.

## Население
В 1999 году численность населения села составляла 204 человека (95 мужчин и 109 женщин). По данным переписи 2009 года, в селе проживало 141 человек (67 мужчин и 74 женщины).